# 립라이너

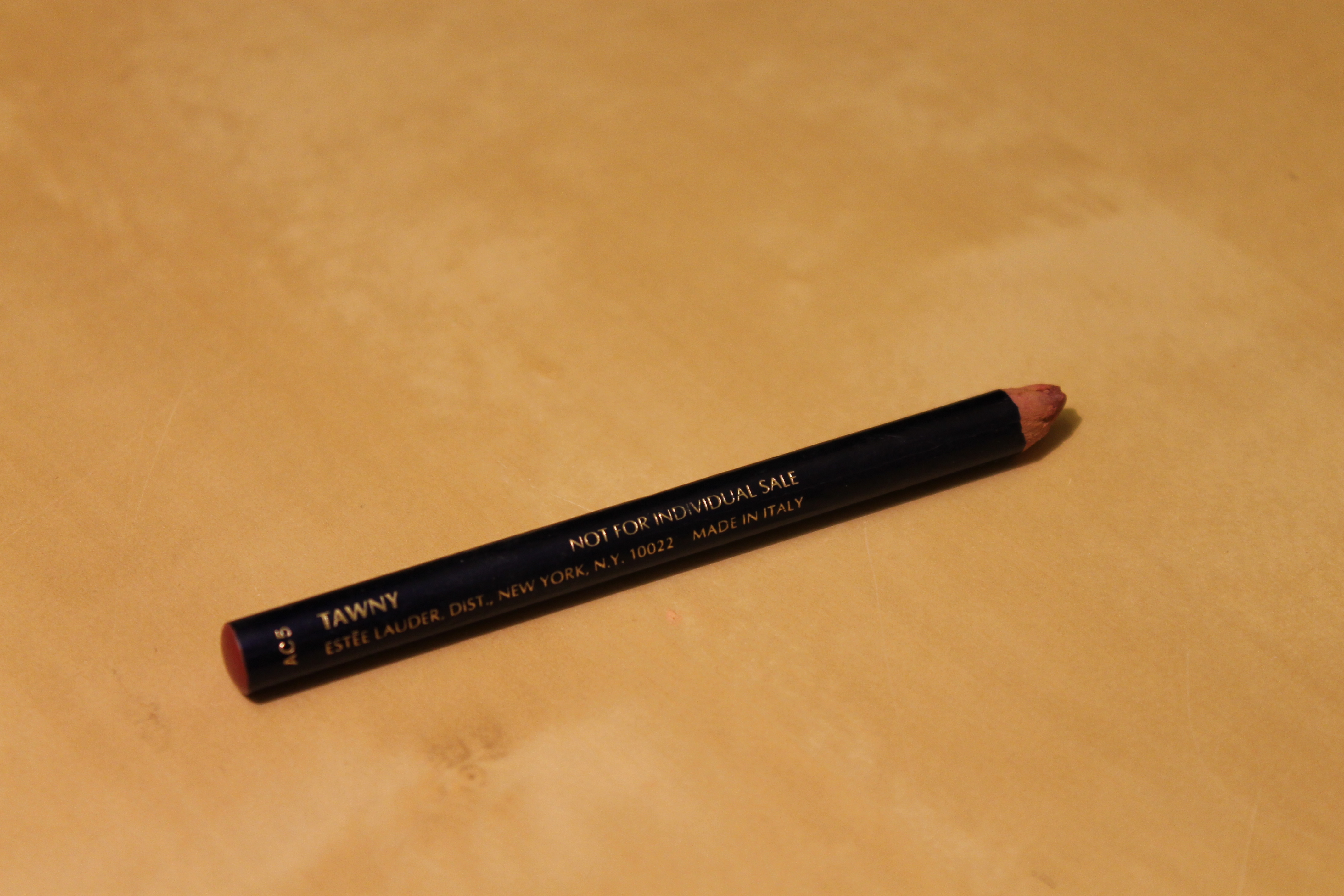
립라이너

립라이너(Lip liner)는 입술에 가장자리에 립스틱을 따라 부드러운 모양을 주는 화장품이다.
립스틱을 바르기 전 입술 바깥쪽 울퉁불퉁한 부분을 채워주어 보다 균일한 모양을 연출해주는 용도이다. 또한 입술의 윤곽을 잡고, 입술 영역 안에 립스틱을 유지하고 "출혈"을 방지하거나, 더 큰 크기의 착시를 암시하거나, 입술과 피부 사이에 더 날카로운 경계를 만들어 입술이 더 두드러지게 하는 데 사용된다.
또는 립스틱을 바르기 전에 립 라이너를 사용하여 입술 전체를 채울 수 있다. 어떤 경우에는 그 자체로 립 컬러로 착용된다. 제품은 일반적으로 개폐식 튜브 또는 날카롭게 할 수 있는 연필 형태로 판매된다. 립라이너는 레드, 핑크, 브라운, 플럼 등 일반적으로 립스틱과 동일한 색상 범위에서 사용할 수 있으며 고객은 라이너를 립스틱에 맞춰 라이너의 효과가 자연스럽게 나타나도록 하는 것이 좋다. 립 라이너는 색상을 추가하거나 영향을 주지 않고 매끄러운 입술의 착시를 주기 위해 무색일 수도 있다.
립 라이너는 더 단단한 연필로 다른 질감으로 제공되어 더 선명한 선을 만든다.

## 같이 보기
- 립글로스
- 립 스테인